# Sainte-Léocadie
Sainte-Léocadie é uma comuna francesa na região administrativa da Occitânia, no departamento dos Pirenéus Orientais. Estende-se por uma área de 8.88 km², com 122 habitantes, segundo o censo de 2018, com uma densidade de 14 hab/km².